# The Last Shot You Hear
The Last Shot You Hear è un film del 1969 diretto da Gordon Hessler.

## Trama
Storia di un omicidio che coinvolge uno scrittore, sua moglie e il suo amante.